# Styria-Cup
Der Styria-Cup gilt als das weltweit größte Turnier im Eisstockschießen.

## Beschreibung
Erstmals wurde der Styria-Cup 1969 ausgetragen. Die Idee und Umsetzung hierzu erfolgte durch Kurt Wernbacher. Seitdem haben ca. 20.000 Eisstockschützen aus aller Welt an diesem Wettbewerb teilgenommen, der jedes Jahr auf Eis durchgeführt wird. Austragungsort ist alljährlich Kapfenberg in Österreich, die Vorrunde wird zudem in Frohnleiten ausgespielt. Der Styria-Cup gilt als das Wimbledon der Eisstockschützen und als anerkanntes Weltturnier dieser Sportart.

Der Styria-Cup wird im Mannschaftswettbewerb sowohl für Herren- und Damen-, als auch für Mixed-Teams durchgeführt.